# テレーズィネ
テレーズィネ（ウクライナ語：Тере́зине；意訳：「テレーザの町」）は、ウクライナのキーウ州ビーラ・ツェールクヴァ地区にある町。17世紀に村として創建された。1987年にテレーズィネ村が町制施行し、テレーズィネ町が発足した。面積は約27km²（2005年）。人口は1,562人（2005年）。